# 似関船
似関船（にたりぶね）は江戸時代後期に建造された船の一種で、荷関船とも書く。荷船である廻船（弁才船）の船体に、軍船である関船と同様の総矢倉を備えた船で、関船に似る、もしくは荷船と関船の両方の特徴を持つという意味で名付けられた。その名の通り、有事は軍船、平時は商船として運用された。

## 背景
荷関船建造の背景には、寛政年間から浮上した日露関係の緊張が挙げられる。寛政4年（1792年）のアダム・ラクスマン来航は、それまで海外からの来航船に対しては西方に警備の重点を置いていた江戸幕府に、新たに北方警備の必要性を認識させた。当時、幕閣の中心人物であった松平定信は、これに対して全国に海防強化を指示すると共に、蝦夷地に対しても中国船・西洋船の船体構造を用いた唐蛮制之船を建造し、これを以って北方諸藩の海防体制や松前藩の監察、アイヌとの御救交易に用いることを計画している。
この計画は翌年に定信が失脚したため、日の目を見ることはなかった。しかしその後も幕府は蝦夷地への関与を強め、寛政11年の東蝦夷地仮上知に始まる直轄支配に乗り出すと、交易用の船を御用船として幕府が建造することになった。これらの船は沖乗船、もしくは多くに朱塗りが施されたため赤船と呼ばれた。時化る北太平洋・日本海・オホーツク海航行のため耐候性が求められたことから、通常の弁才船以外に津軽海峡航行に使われた関船長春丸（500石積み）を除けば、船体がジャンク、上部構造物が総矢倉の唐船造りと、弁才船の中央部にある積載量増加を目的とした船倉の非水密箇所を廃し総矢倉にした2種類が建造され、この内の後者が似関船である。

## 建造と運用
初期に建造された沖乗船として、唐船造りには寛政11年建造の神風丸（1,460石積み）がある。この神風丸の絵図はこれ以前の天明6年（1786年）に建造された三国丸の帆装を和式の帆柱4本に変更したものと類似している。また似関船も寛政12年に幕府より5艘の建造を命じられた高田屋嘉兵衛が、三国丸を建造した尼崎屋へ注文をしており、双方に三国丸の影響が見られる。なお初期の似関船として、寛政11年に幕府が購入した通常の弁才船を総矢倉へ改装した凌風丸（1,400石積み）がある。
当初、幕府は来航する異国船が外航船であることに幻惑され唐船造りに注目していたが、その後の沖乗船は次第に似関船が中心になる。その理由として、文化3年（1806年）から翌年にかけて発生したロシア船の襲撃事件（文化露寇）後の文化5年2月の松前奉行による上申書には、唐船造りは水主が操船に不慣れで不便であるとして似関船建造を提言し、また同年9月に奉行より唐船造りの建造・運用を打診された嘉兵衛も双方ともに経験がないと難色を示している。この方針は以前からのもので、例えば直轄当初は13艘あった唐船造りは文化4年末には1艘に激減しており、何らかの問題があったことをうかがわせる。弁才船を原型とした似関船の耐候性の高さは、西洋船導入を主張して唐船造りの神風丸をも批判した本多利明が、享和元年（1801年）の蝦夷渡海時に乗船した似関船の凌風丸を高く評価した点から裏付けられる。

## 重装甲・重武装化
蝦夷地御用船の主力となった似関船は当初から有時の軍用を考慮していたが、文化露寇を受けより戦闘を重視した船が新たに建造されることになる。この船は文化4年7月に水主同心露木元右衛門が、対ロシア用軍船の最有力案として挙げている。露木はその他の案として押送船型の早舟・関船・バッテラ・小早やちょろ船があるが説明は簡略で、本命は総矢倉の弁才船であった。露木の案では従来の似関船を原型に、400石積みから500石積み程度の船を5艘程建造する。無風時用に櫓12挺立てとして、矢倉内部は菰莚・古畳・鉄網の幕・木綿の幕で、船首と船尾は莚・幕・竹束で防御とする。船体は3つに仕切り、台（船縁）を2重にして喫水を台際に入れることで、砲撃を受けても上部構造物が破壊されるだけで浸水しないとしている。また平時は商船、有事は軍船として使用することを想定している。
重装甲・重武装の似関船は500石積みの全真丸・寿昌丸・龍翔丸・帰徳丸が最初に建造され、この内の文化4年に全真丸・寿昌丸が下北半島の川内で、同年に龍翔丸が松前で、また帰徳丸は比定される図面から翌5年に嘉兵衛が建造したと考えられる。4艘の内、龍翔丸・帰徳丸と見られる船の絵図が現存しており、両者の相違点として龍翔丸は朱塗りで総矢倉の垣立を廃しているが、帰徳丸は白木造りだが艫矢倉・砲門に彫刻があり垣立も残している。
両船共に矢倉は厚板で囲われ、通常の似関船では矢倉上にある舵柄（舵の操舵部）が矢倉内にある。船体は喫水線に位置する上棚が2重・3重の板で構成され、更に帰徳丸の絵図によると船体は3つの隔壁で区画されていた。武装についても帰徳丸には片舷に5つの砲門が開かれ、また龍翔丸には矢倉内に片舷8つ、矢倉上には9つの砲門が開かれ、更に船尾には大筒2門が置かれている。他の船も上棚の構造が同じであり、他の特徴も同様と考えられる。露木の案と実際に建造された船を比較すると、櫓が未装備である一方、台の二重化を行わず、矢倉を厚板にして上棚も2重・3重にしたことから、直接的な防御を高めたことが分かる。

## 増備と消滅
先述の文化5年2月の松前奉行による上申書には1,000石積みの似関船10艘の建造を提言しており、また嘉兵衛も同年9月に松前奉行から似関船建造を打診された時は300石積みから400石積み程度では不便として、3,000石積みの大船が必要と返答している。これを受け文化6年には新たに10艘の御用船が建造されたが、この内の下北半島の大畑で建造された桓虎丸（870石積み）・虓虎丸（860石積み）が重装甲・重武装の似関船で、他の江戸で1艘、大坂で7艘建造された船は通常の似関船と考えられる。
幕府により建造された似関船は、実戦に参加することはなく、文化9年に蝦夷地交易が直捌制から場所請負制へと復活し、翌年にゴローニン事件解決で日露関係の緊張が緩和すると、似関船を含む蝦夷地御用船は大部分が払い下げられ、姿を消すことになる。ただしこれ以降も天保14年（1843年）に浦賀奉行所が計画した32挺立ての「廻船造御船」（実行されず）や、嘉永3年（1850年）の南部藩や、江戸時代後期の津軽藩の御座船永徳丸といった似関船が計画・建造された例はある。